# Кайнах-бай-Фойтсберг
Кайнах-бай-Фойтсберг (нем. Kainach bei Voitsberg) — коммуна (нем. Gemeinde) в Австрии, в федеральной земле Штирия.
Входит в состав округа Фойтсберг. Площадь общины составляет 83,25 км², население — 1603 человека (1 января 2021), плотность населения — 19 чел./км². Официальный код — 61630.

## Население
| Год  | Численность |
| ---- | ----------- |
| 1869 | 2662        |
| 1889 | 2495        |
| 1890 | 2639        |
| 1900 | 2485        |
| 1910 | 2256        |
| 1923 | 1870        |
| 1934 | 2045        |
| 1939 | 1923        |
| 1951 | 1989        |
| 1961 | 2000        |
| 1971 | 1973        |
| 1981 | 1944        |
| 1991 | 1885        |
| 2001 | 1868        |
| 2011 | 1694        |
| 2021 | 1603        |

## Политическая ситуация
Бургомистр коммуны — Виктор Шрибль (СДПА) по результатам выборов 2005 года.
Совет представителей коммуны (нем. Gemeinderat) состоит из 9 мест:
- СДПА занимает 7 мест.
- АНП занимает 2 места.